# Lluís Ferri i Silvestre
Lluís Ferri i Silvestre (Villena, 1957) és un poeta, logopeda, psicopedagog i professor valencià.
Nascut a Villena al si d'una família valencianoparlant, va començar a escriure poesia a la fi de la dècada de 1970, així com a interessar-se per la fotografia. Va ser cofundador de la revista alacantina de literatura Mediterrània (1978). Combina la seua labor artística amb la de professor a la Universitat d'Alacant. És també membre de l'Associació d'Escriptors en Llengua Catalana.

## Guardons
Ha rebut diversos guardons per la seua obra poètica. Entre ells:
- Premi «Paco Mollà» de Petrer (1990),[3] per l'obra Llum de silencis.[4]
- Premi «Gorgos» de poesia (1998), per l'obra Navilis silents.[4]
- XX Certamen de Poesia Poeta Pastor Aycart de Beneixama (2005),[5] per l'obra Últimes llunes.[4]
- Premis 9 d'Octubre de Creació Literària en Valencià (2012), per l'obra Epitalami del sol.[6]

## Obra
- Llum de silencis (1990)
- Navilis silents (1999)